# 236ª Brigata artiglieria delle guardie
La 236ª Brigata artiglieria delle guardie (in russo 236-я гвардейская артиллерийская бригада?, 236-ja gvardejskaja artillerijskaja brigada, unità militare 53195) è un'unità di artiglieria delle Forze terrestri russe, subordinata alla 20ª Armata combinata delle guardie del Distretto militare di Mosca e con base a Kolomna.

## Storia
La brigata fa risalire le proprie origini a un poligono di prova del Ministero della Guerra dell'Impero Russo fondato il 15 dicembre 1904 vicino a San Pietroburgo. Nel 1927 il poligono fu a Kolomna. Fra le numerose armi, anche il celebre fucile Kalašnikov fu testato presso il poligono. A partire dal 1962 il poligono è stato utilizzato per condurre sessioni di addestramento e corsi per la riqualificazione dei leader militari. Negli anni 80 è stato costituito il 900º Centro addestramento specialisti artiglieria controcarri. Il 1º settembre 1996 l'unità è stata riorganizzata nel 1000º Centro addestramento per le truppe missilistiche e di artiglieria delle Forze terrestri russe (unità militare 43556). Nel corso della sua esistenza il centro ha formato oltre 2000 ufficiali e 15000 specialisti di artiglieria. Il 1º dicembre 2017, a partire dal centro di addestramento, è stata costituita la 236ª Brigata artiglieria, inquadrata nella 20ª Armata del Distretto militare occidentale.
La brigata ha preso parte all'invasione russa dell'Ucraina del 2022, operando in Ucraina orientale. Nel settembre 2022 ha subito diverse perdite ed è stata costretta a ritirarsi verso est in seguito alla controffensiva ucraina nella regione di Charkiv. Nei mesi seguenti è rimasta schierata sul fronte dell'oblast' di Luhans'k. Il 31 marzo 2023 è stata insignita del titolo di unità delle guardie. Ha continuato ad operare nel settore di Kreminna anche durante gli anni successivi.